# تایسنس کرنر

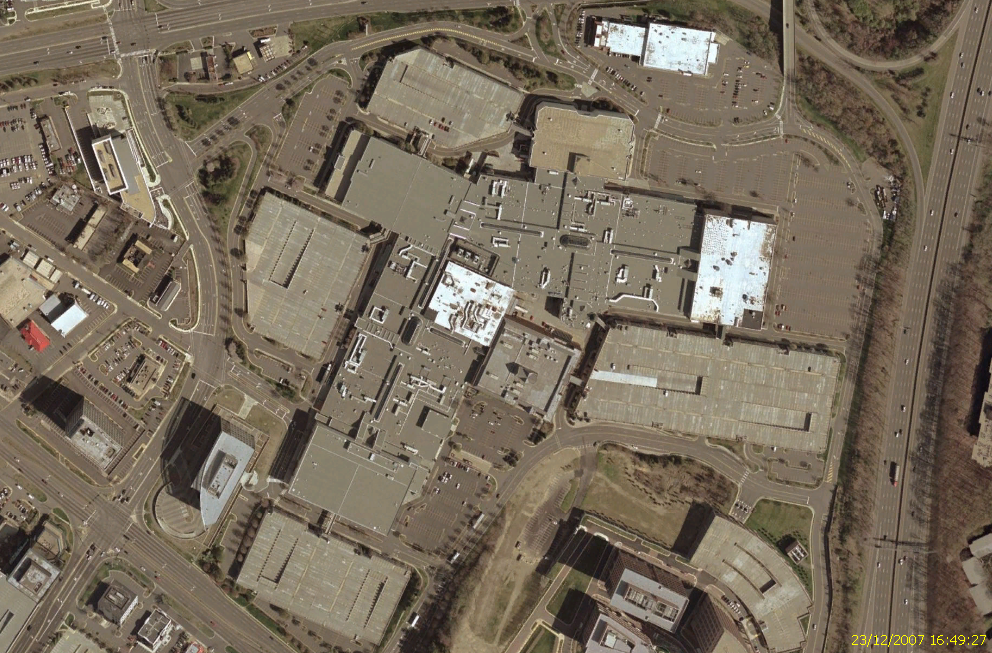
مرکز تجاری تایسنس کرنر

تایسنس کرنر سنتر مرکز تجاری است واقع در محله تایسنس کرنر در ایالت ویرجینیا که در سال ۱۹۶۸ افتتاح شده است. تایسنس کرنر سنتر بزرگترین مرکز خرید در در ویرجینیا ، بالتیمور و واشنگتن است.این مرکز تجاری در نزدیکی تایسنس گالری است.